# Snacka om rackartyg
Snacka om rackartyg (originaltitel: North) är en amerikansk komedifilm från 1994.

## Handling
North har fått nog av sina föräldrar. De är aldrig där – de gör karriär. Han vill ha nya föräldrar och eftersom det är i USA så stämmer han dem. 
Nu har han 30 dagar på sig att hitta ett par nya föräldrar, samtidigt som hans vän Winchell smider onda planer.

## Om filmen
Snacka om rackartyg regisserades av Rob Reiner. Filmen baseras på en roman av Alan Zweibel.

## Rollista (urval)
- Elijah Wood - North
- Jason Alexander - Norths pappa
- Julia Louis-Dreyfus - Norths Mamma
- Bruce Willis - "Kaninen"
- Matthew McCurley - Winchell
- Jussie Smollett - Adam
- Jon Lovitz - Arthur Belt
- Dan Aykroyd - Pa Tex
- Reba McEntire - Ma Tex
- Faith Ford - Donna Nelson
- John Ritter - Ward Nelson
- Scarlett Johansson - Laura Nelson